# Estación Quilicura
Quilicura fue una estación ferroviaria ubicada en la comuna chilena de Quilicura, en Santiago. Formaba parte de la línea Santiago-Valparaíso de la red sur de la Empresa de los Ferrocarriles del Estado. En mapas de inicios del siglo XX la estación aparece con el nombre de Huechuraba.
Su función principal fue la carga, para el transporte de productos agrícolas. A pesar de ello, se detenían aquí los trenes ordinarios entre la estación Mapocho y la estación Puerto de Valparaíso.
En la actualidad, circulan por esta estación trenes de carga operados por la empresa Fepasa, provenientes desde el sur con destino a Valparaíso. Hasta 2021 operó el servicio KDM, el cual transportaba residuos domiciliarios e industriales hasta Montenegro. Para este servicio, a la antigua estación se le agregó un patio de maniobras en el que se armaban los convoyes.

## Tren Batuco
Cerca de la extinta estación, se construyó (de forma subterránea) la estación Ferrocarril de la Línea 3 del Metro de Santiago, que es parte de la extensión a Quilicura de dicha línea. La estación fue inaugurada el 25 de septiembre de 2023.
Esta estación será parte del futuro Tren Santiago-Batuco, actualmente en desarrollo, invocando un proyecto de ferrocarril desde Batuco hasta la estación Quinta Normal, en la comuna de Santiago.

## Conexión con Red Metropolitana de Movilidad
La estación posee 2 paraderos de la Red Metropolitana de Movilidad en sus alrededores, los cuales corresponden a:
| Paradero                            | Recorridos |
| ----------------------------------- | --- |
| Parada 1 / (M) Ferrocarril (PB448)  | 303 (Quilicura) - 307 (Plaza Italia) - 425 (Rigoberto Jara) - 428 (Metro La Cisterna) - 428e (Metro La Cisterna) - 429 (Lo Echevers) - B06 (Santa Laura) - B08 (Mall Plaza Norte) - B21 (Lo Marcoleta) - B31n (Quilicura) |
| Parada 2 / (M) Ferrocarril (PB1906) | 303 (Plaza Italia) - 307 (Lo Marcoleta) - 428 (Quilicura) - 429 (Lo Hermida) - B06 (Metro Zapadores) - B21 (Plaza Chacabuco) - B31n (Centro)                                                                              |